# Seelisberg
Seelisberg – miejscowość i gmina w Szwajcarii, w kantonie Uri. Leży nad Urnersee, najbardziej na południe i wschód wysuniętą częścią Jeziora Czterech Kantonów. Od 30 lipca do 5 sierpnia 1947 r. miała tutaj miejsce Międzynarodowa Konferencja Chrześcijan i Żydów.  

## Geografia
Zabudowania miejscowości rozrzucone są na wysoko (do 400 m ponad poziom wód Urnersee) wznoszącym się półwyspie, wcinającym się w jezioro naprzeciwko ujścia rzeki Muota w Brunnen. Na terenie gminy, na wysokości ok. 740 m n.p.m., leży jezioro Seelisbergsee.

## Demografia
W Seelisbergu mieszkają 723 osoby. W 2021 roku 17,2% populacji gminy stanowiły osoby urodzone poza Szwajcarią. 

## Transport
Przez teren gminy przebiega autostrada A2. Przystanie Treib (po północnej stronie półwyspu) oraz Rütli (po stronie wschodniej) obsługują pływające po jeziorze statki. Wysoko (ok. 750 m n.p.m.) położoną część gminy łączy z przystanią Treib elektryczna kolej linowo-terenowa Treib-Seelisberg-Bahn.

## Miejsca godne uwagi
Na terenie miejscowości, na lokalnym wypłaszczeniu stromego stoku, opadającego do jeziora, na wysokości ok. 470–500 m n.p.m., znajduje się historyczna Łąka Rütli, na której według legendy w 1291 roku przedstawiciele trzech kantonów Uri, Schwyz i Unterwalden zawarli pakt obronny przeciwko Habsburgom, co uznawane jest za początek Konfederacji Szwajcarskiej.
Przy północnym krańcu półwyspu, blisko brzegu, wystaje z wody jeziora wysoka na ok. 20 m skała, znana jako Mythenstein (Mityczna Skała) lub Schillerstein (Skała Schillera). Druga nazwa wiąże się z faktem, że w 1859 r. tzw. „stare” kantony uchwaliły i ufundowały umieszczenie na skale napisu, stanowiącego hołd dla Fryderyka Schillera, autora dramatu Wilhelm Tell. Napis, w niemieckim brzmieniu: Dem sænger Tells F. Schiller die Urkantone 1859, został umieszczony na skale w setną rocznicę urodzin poety. Jej obejrzenie możliwe jest jedynie od strony wody.